# 라트비아의 여자 가수 목록
다음은 라트비아의 여자 가수 목록이다.

## 가
- 엘리나 가란차
- 이네세 갈란테

## 나
- 마리야 나우모바

## 라
- 올가 라예스카
- 마리나 리베카
- 일카 레이즈에세
- 린다 렌
- 마이야 루세나

## 마
- 예니 마이
- 라리사 몬드루스

## 바
- 알리다 바네
- 라이마 바이쿨레
- 로리타 밤부테
- 발렌타나인 부나네
- 노라 붐비에레
- 밀다 브레마네슈텡겔레
- 말비네 비그네레그린베르가
- 마르가리타 빌카네

## 사
- 이네세 사울리테

## 아
- 이바 아쿠라테레
- 라이마 안데르소네실라레
- 비네타 엘륵스네
- 비루타 오졸리나

## 자
- 엘리자베테 자고르스카
- 크리스티네 자돕스카
- 미르자 지베레

## 카
- 잉가 칼나
- 마이야 코발렙스카
- 헬레나 코즐로바
- 아이야 쿠쿨레
- 안세 크라우제

## 타
- 리타 트렌세

## 파
- 엘프리다드 파쿨레
- 디아나 피라그스
- 올가 피라그스

## 하
- 체르메나 하이네바그네레
- 야나 헤르만